# جون غورينك ستانكوفيتش
جون غورينك ستانكوفيتش (بالسلوفينية: Jon Gorenc Stanković)‏ هو لاعب كرة قدم سلوفيني في مركز الوسط، ولد في 14 يناير 1996 في ليوبليانا في سلوفينيا. شارك مع منتخب سلوفينيا تحت 17 سنة لكرة القدم ومنتخب سلوفينيا تحت 19 سنة لكرة القدم ومنتخب سلوفينيا تحت 21 سنة لكرة القدم. أما مع النوادي، فقد لعب مع بوروسيا دورتموند ب ونادي دومجاله.

## وصلات خارجية
- جون غورينك ستانكوفيتش على موقع الاتحاد الدولي (مؤرشف)  (الإنجليزية)
- جون غورينك ستانكوفيتش على موقع الاتحاد الأوربي (الإنجليزية)
- جون غورينك ستانكوفيتش على موقع قاعدة بيانات كرة القدم.إي يو (الإنجليزية)
- جون غورينك ستانكوفيتش على موقع ناشيونال فوتبول تيمز (الإنجليزية)
- جون غورينك ستانكوفيتش على موقع Soccerbase.com (لاعب) (الإنجليزية)
- جون غورينك ستانكوفيتش على موقع Soccerway.com (الإنجليزية)
- جون غورينك ستانكوفيتش على موقع عالم كرة القدم.نت (الإنجليزية)
- جون غورينك ستانكوفيتش على موقع AS.com (الإسبانية)